# アパレシーダの聖母

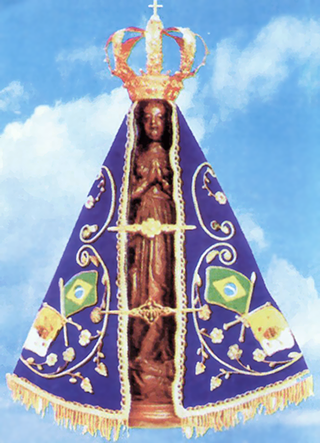
アパレシーダの聖母

アパレシーダの聖母（ポルトガル語: Nossa Senhora da Conceição Aparecida）は、ブラジルで信仰されている聖人。サンパウロ州のアパレシーダに現れたとされる聖母マリアである。「アパレシーダ」とは「現れた」という意味である。アパレシーダの聖母に捧げる10月12日は、ブラジルの国民祝日に制定されている。「褐色の聖母」との異名を持つ。

## 概要
1717年、3人の漁師がパライーバ川で漁をしていたが、不漁であった。その後、投げ入れた網から最初は聖母像の胴体、次に頭部が引き上げられた。再度、網を投げ入れると魚が大漁となった。漁師の1人が聖母像を家に保管し、家族や近隣の人達が聖母像の前で祈るようになった。そして、多くの奇跡が伝えられた。
1734年、ロス・コケロス（Los Coqueros）の丘に聖堂が建設され、多数の巡礼者が訪れるようになる。1834年に、現在は「古いバジリカ」と呼ばれる教会が建設された。
1930年、ローマ教皇ピオ11世が「ブラジルの保護者」と宣言する。1955年、新バジリカの建設が開始され、1980年にはブラジルを訪問した教皇ヨハネ・パウロ2世により建設中のバシリカの献堂式が挙行される。1984年、アパレシーダの聖堂はブラジルの聖地として宣言された
サンパウロの神乃家厳戸神社ブラジル大神宮では祭神として祭られている。